# قرية دهل الصال (طور الباحة)

تعديل مصدري - تعديل

قرية دهل الصال هي إحدى قرى عزلة طور الباحة بمديرية طور الباحة التابعة لمحافظة لحج، بلغ تعداد سكانها 356 نسمة حسب تعداد اليمن لعام 2004.